# (52291) Mott
Pour les articles homonymes, voir Mott.
(52291) Mott est un astéroïde de la ceinture principale.

## Description
(52291) Mott est un astéroïde de la ceinture principale. Il fut découvert le 10 octobre 1990 à Tautenburg par Freimut Börngen et Lutz Dieter Schmadel. Il présente une orbite caractérisée par un demi-grand axe de 3,07 UA, une excentricité de 0,16 et une inclinaison de 4,4° par rapport à l'écliptique.

## Compléments